# Amphiporus ochraceus
Amphiporus ochraceus är en djurart som tillhör fylumet slemmaskar, och som först beskrevs av Addison Emery Verrill 1873.  Amphiporus ochraceus ingår i släktet Amphiporus och familjen Amphiporidae. Inga underarter finns listade i Catalogue of Life.